# 鎢極氣體保護電弧焊

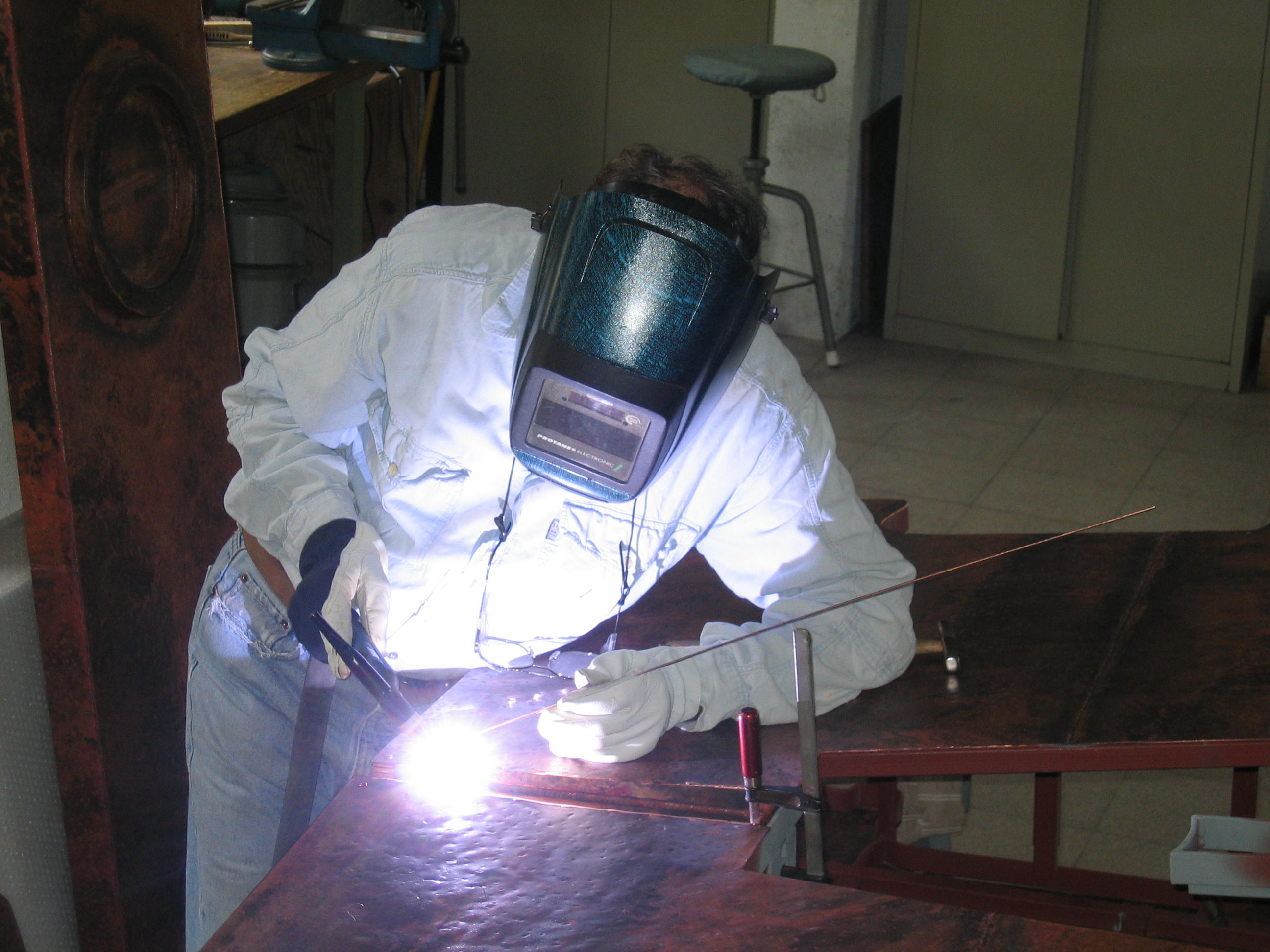
TIG焊一座青銅雕塑

鎢極氣體保護電弧焊（英語：Gas tungsten arc welding，簡稱GTAW焊），或稱鎢極惰性氣體保護焊（英語：tungsten inert gas welding，簡稱TIG焊），是一種以非熔化鎢電極進行焊接的電弧焊接法。進行GTAW焊時，焊接區以遮護氣體阻絕大氣汙染（普遍使用氬等惰性氣體），並通常搭配使用焊料（填充金屬），但有些自熔焊縫可省略此步驟。焊接時，由傳導通過高度離子化的氣體（即電漿）和金屬蒸氣的電弧，作為恆流焊接電源，提供能量。
GTAW焊常用於焊接不鏽鋼和鋁、鎂、銅合金等非鐵金屬的薄板。相較於手工電弧焊和氣體保護金屬極電弧焊，它更易於控制焊接處，提高焊接品質。然而，GTAW焊較為複雜、難以精通，而且焊接速度明顯比其他焊接法緩慢。另一種類似於GTAW焊的焊接法：等離子弧焊，使用些微不同的焊炬，製造出更集中的焊接電弧，因此常被使用於自動化工藝。

## 外部連結
- GTAW焊指南（英文）
- 鎢電極的選擇與準備指南（英文）